# چنینگ تیتوم
چنینگ متیو تیتوم (به انگلیسی: Channing Matthew Tatum) (زاده ۲۶ آوریل۱۹۸۰) بازیگر آمریکایی است. وی علاوه بر بازیگری، در تهیه‌کنندگی و مدلینگ نیز فعالیت دارد.تیتوم اولین فیلم خود را در فیلم درام مربی کارتر (۲۰۰۵) انجام داد. نقش مهم او در سال ۲۰۰۶در فیلم رقص استپ آپ بود که او را به مخاطبان بیشتری معرفی کرد.
تیتوم همچنین برای به نمایش گذاشتن شخصیت دوک در فیلم اکشن جی آی جو : ظهور کبرا (۲۰۰۹) و دنباله آن جی آی جو : تلافی (۲۰۱۳) شناخته می‌شود. اگرچه هر دو فیلم جی آی جو، نظرات منفی از سوی منتقدین دریافت کردند ولی از نظر تجاری موفق بودند و برای هر فیلم بیش از 300 میلیون دلار در باکس آفیس کسب کردند.
وی پس از آشنایی با جنا دیوان در سال ۲۰۰۶ و در خلال ساخت فیلم استپ آپ، در سپتامبر ۲۰۰۸ و در جزایر هاوایی با وی نامزد شد. این دو در ۱۱ ژوئیه ۲۰۰۹ در کلیسایی در شهر ملیبو، کالیفرنیا با هم ازدواج کردند و درآوریل ۲۰۱۸ از یکدیگر جداشدند.

## اوایل زندگی
تیتوم در کولمن ، آلاباما ، پسر کی تاتوم (خواننده فاوست) ، کارگر هواپیمایی و گلن تاتوم ، که در ساخت و ساز کار می کرد ، زاده شد. او یک خواهر به نام پیج دارد. وی بیشتر از نژاد انگلیسی است.
خانواده وی از شش سالگی به پاسکاگولا ، منطقه می سی سی پی نقل مکان کردند. او در خلیج نزدیک رودخانه پاسکاگولا بزرگ شد ، جایی که در یک محیط روستایی زندگی می کرد.

## زندگی شخصی

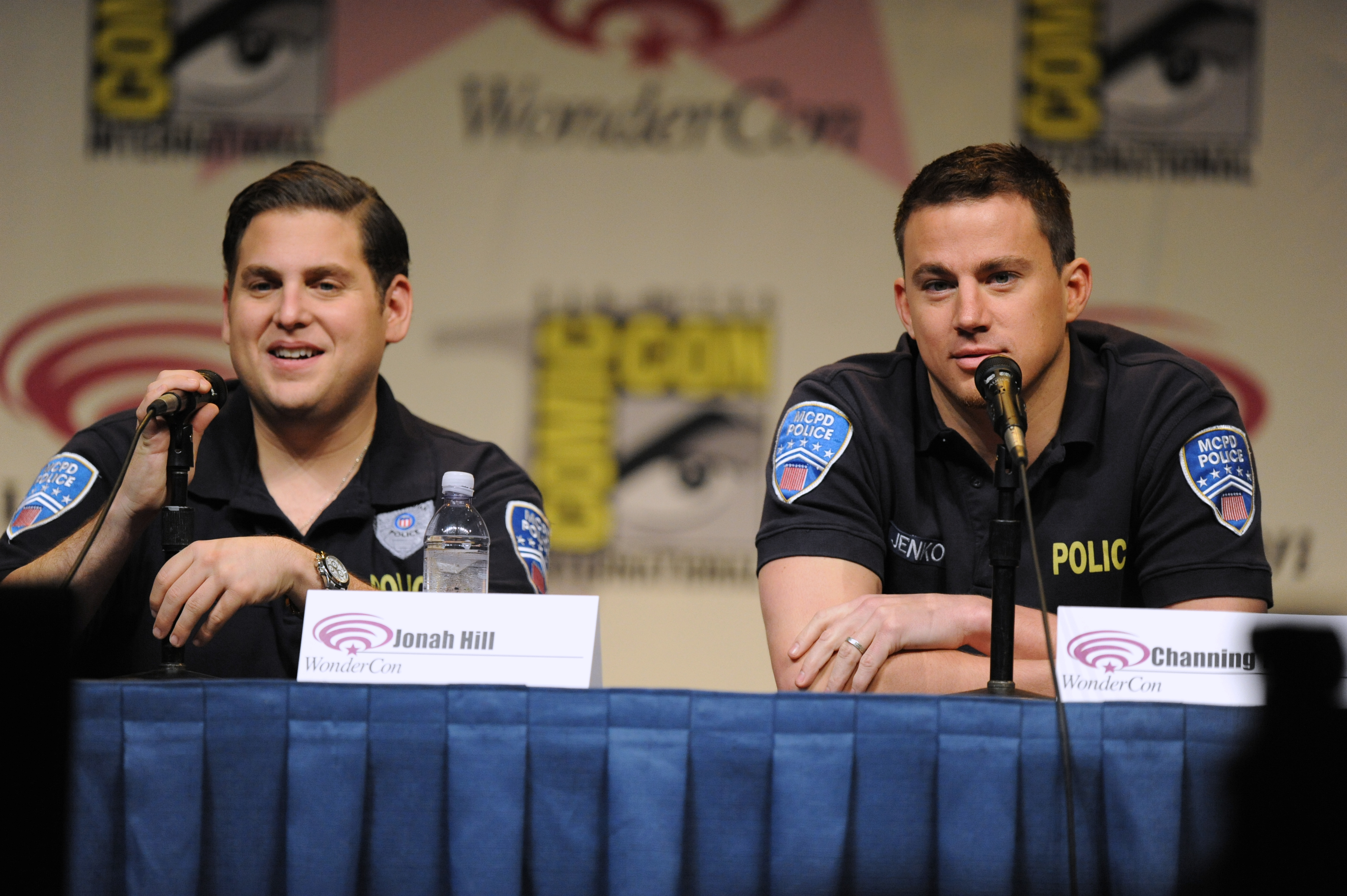
جونا هیل و چانینگ تیتوم در لباس‌های 21 جامپ استریت در WonderCon 2012 در آناهیم، کالیفرنیا.

در سال ۲۰۰۶ ، تیتوم در صحنه فیلمبرداری فیلم استپ آپ با جنا دووان بازیگر زن آشنا شد. آنها در ۱۱ ژوئیه ۲۰۰۹ ، در Church Estates Vineyards در مالیبو ، کالیفرنیا ازدواج کردند. آنها یک دختر دارند که در ماه مه ۲۰۱۳ در لندن زاده شد. در تاریخ ۲ آوریل ۲۰۱۸ ، پس از نزدیک به نه سال ازدواج ، این زوج اعلام کردند که از هم جدا می شوند. شش ماه بعد ، دووان تقاضای طلاق از تاتوم را کرد. طلاق در نوامبر ۲۰۱۹ نهایی شد.
در سال ۲۰۱۸، تیتوم شروع به دیدار با جسی جی خواننده انگلیسی کرد.
از سال ۲۰۲۱ ، با بازیگر زوئی کراویتز رابطه عاشقانه خود را آغاز کرد و در حال حاضر با هم در رابطه هستند .

## فیلم‌شناسی
| سال انتشار | نام فیلم                      | شخصیت بازیگر          | توضیحات                     |
| ---------- | ----------------------------- | --------------------- | --------------------------- |
| ۲۰۰۵       | مربی کارتر                    | جیسون لیل             |                             |
| ۲۰۰۵       | خرابی                         | نیک                   |                             |
| ۲۰۰۵       | سوپر کراس                     | راودی اسپارکس         |                             |
| ۲۰۰۵       | جنگ دنیاها                    | پسر در کلیسا          |                             |
| ۲۰۰۶       | استپ آپ                       | تایلر گیج             |                             |
| ۲۰۰۶       | این دختر همان مرد است         | دوک اورسینو           |                             |
| ۲۰۰۶       | راهنمایی برای تشخیص قدیسان تو | آنتونیو               |                             |
| ۲۰۰۷       | تله                           | گِرگ                   | فیلم کوتاه                  |
| ۲۰۰۷       | نزاع در سیاتل                 | جانسون                |                             |
| ۲۰۰۸       | استپ آپ ۲: خیابان‌ها           | تایلر گیج             | حضور افتخاری                |
| ۲۰۰۸       | حد ضرر                        | استیو شریور           |                             |
| ۲۰۰۹       | مبارزه                        | شاون مک‌آرتور          |                             |
| ۲۰۰۹       | جی.آی.جو: ظهور کبرا           | دوک / کونراد هاوزر    |                             |
| ۲۰۰۹       | دشمنان ملت                    | پرتی بوی فلوید        |                             |
| ۲۰۱۰       | جان عزیز                      | جان تایری             |                             |
| ۲۰۱۱       | عقاب                          | مارکوس فلیویس آکولا   |                             |
| ۲۰۱۱       | پسر هیچ‌کس                     | جاناتان وایت / میلک   |                             |
| ۲۰۱۱       | ۱۰ سال                        | جیک بیلز              |                             |
| ۲۰۱۱       | معضل                          | زیپ                   |                             |
| ۲۰۱۲       | خیابان جامپ شماره ۲۱          | گرگ جنکو              | همچنین تهیه کننده اجرایی    |
| ۲۰۱۲       | نیترو سیرک : فیلم             | خودش                  | مستند                       |
| ۲۰۱۲       | مجیک مایک                     | مایکل لین / مجیک مایک | همچنین تهیه کننده           |
| ۲۰۱۲       | عهد                           | لئو کالینز            |                             |
| ۲۰۱۲       | بی استفاده                    | ارون                  |                             |
| ۲۰۱۳       | جی.آی.جو: تلافی               | دوک / کونراد هاوزر    |                             |
| ۲۰۱۳       | دان جان                       | کونر ورو              | حضور افتخاری                |
| ۲۰۱۳       | سقوط کاخ سفید                 | جان کیل               | همچنین تهیه کننده اجرایی    |
| ۲۰۱۳       | عوارض جانبی                   | مارتین تایلر          |                             |
| ۲۰۱۳       | این پایان است                 | خودش                  | حضور افتخاری                |
| ۲۰۱۴       | فیلم لگو                      | سوپرمن                | صداپیشه                     |
| ۲۰۱۴       | فاکس کچر                      | مارک شولتز            |                             |
| ۲۰۱۴       | خیابان جامپ شماره ۲۲          | گرگ جنکو              |                             |
| ۲۰۱۴       | کتاب زندگی                    | واکین                 | صداپیشه                     |
| ۲۰۱۵       | صعود به مشتری                 | کین وایس              |                             |
| ۲۰۱۵       | مایک جادویی ایکس‌ایکس‌ال        | مجیک مایک             | همچنین تهیه کننده           |
| ۲۰۱۵       | هشت نفرت‌انگیز                 | جودی                  |                             |
| ۲۰۱۶       | درود بر سزار!                 | برت گرنی              |                             |
| ۲۰۱۷       | کینگزمن: محفل طلایی           | تکیلا                 |                             |
| ۲۰۱۷       | فیلم لگو بتمن                 | سوپرمن                | صداپیشه                     |
| ۲۰۱۷       | لوگان خوش‌شانس                 | جیمی لوگان            |                             |
| ۲۰۱۸       | پا کوتاه                      | میگو                  | صداپیشه                     |
| ۲۰۱۹       | فیلم لگو : بخش دوم            | سوپرمن                | صداپیشه                     |
| ۲۰۲۱       | آمریکا: تصویر متحرک           | جرج واشنگتن           | صداپیشه، همچنین تهیه‌کننده   |
| ۲۰۲۱       | مرد آزاد                      | رونجامین باتنز        | کامئو                       |
| ۲۰۲۲       | سگ                            | تکاور ارتش بریگز      | همچنین کارگردان و تهیه‌کننده |
| ۲۰۲۲       | شهر گمشده                     |                       |                             |
| ۲۰۲۲       | قطار سریع‌السیر                | مسافر قطار            | در یک سکانس کوتاه           |
| ۲۰۲۳       | آخرین رقص مایک جادویی         | مجیک مایک             |                             |
| ۲۰۲۴       | مرا به ماه پرواز ده           | کول دیویس             |                             |
| ۲۰۲۴       | ددپول و ولورین                | گامبیت                |                             |